# Cypripedium parviflorum
Cypripedium parviflorum är en orkidéart som beskrevs av Richard Anthony Salisbury. Cypripedium parviflorum ingår i släktet guckuskor, och familjen orkidéer.

## Underarter
Arten delas in i följande underarter:
- C. p. exiliens
- C. p. makasin
- C. p. parviflorum
- C. p. pubescens

## Bildgalleri

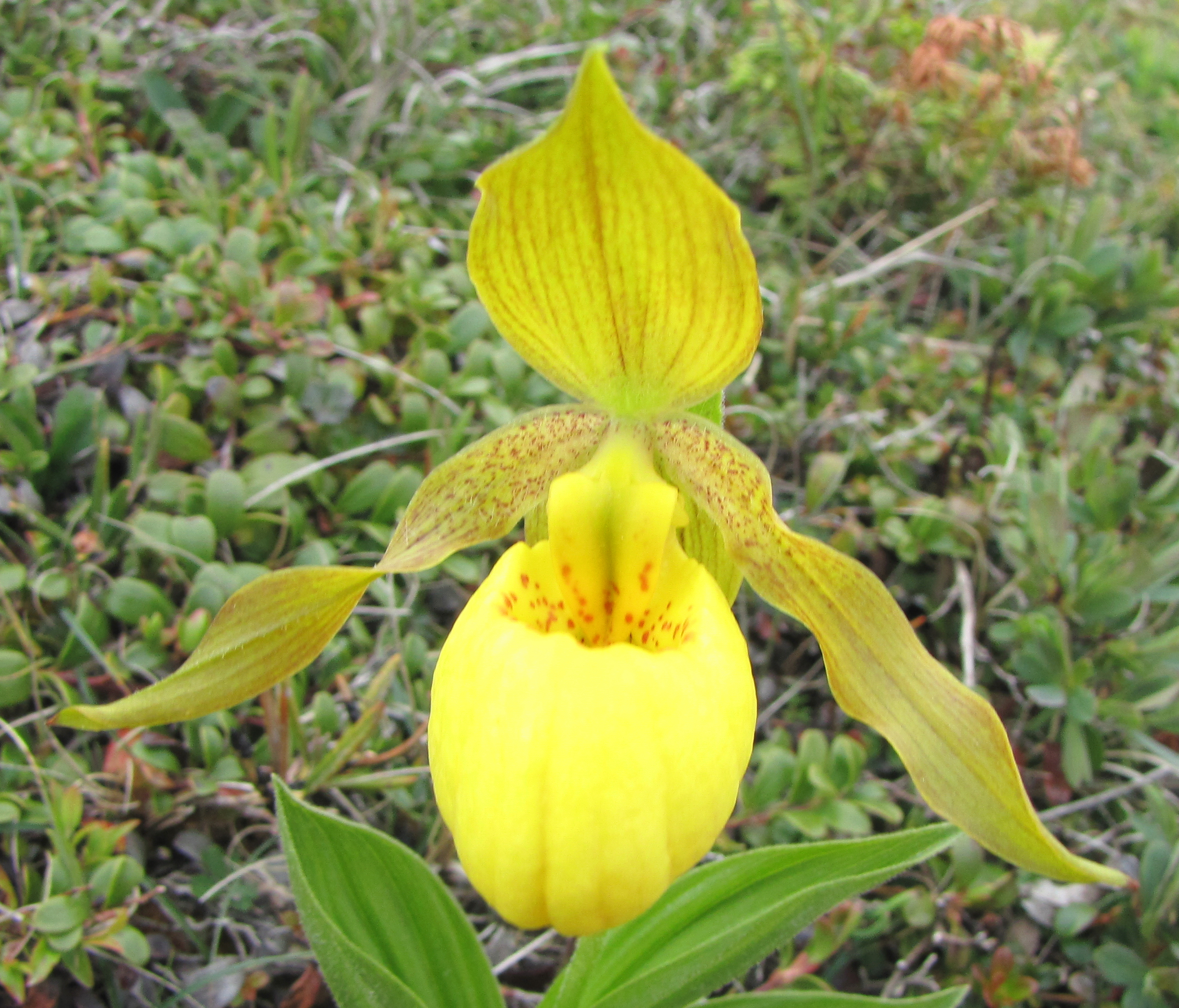
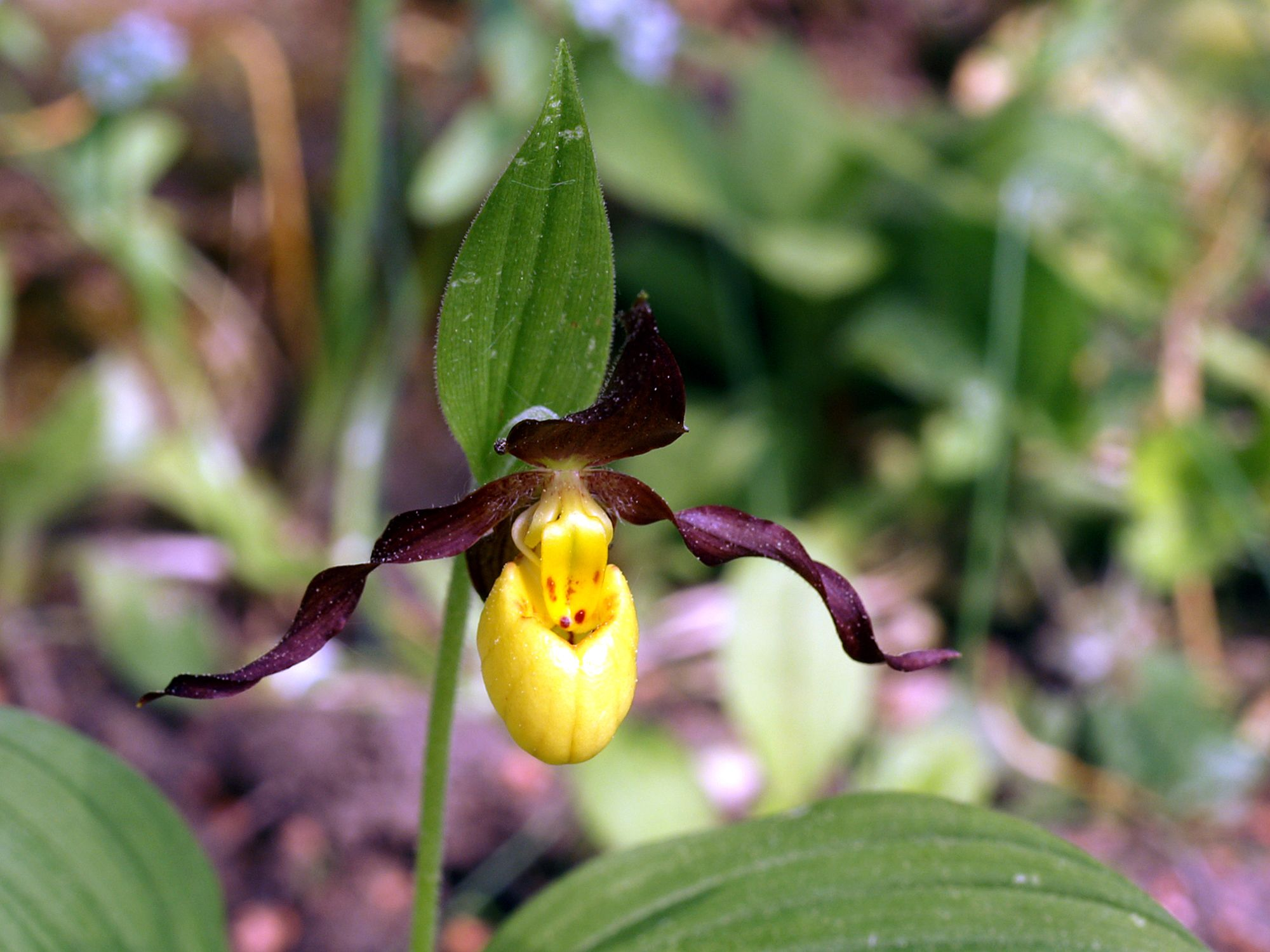
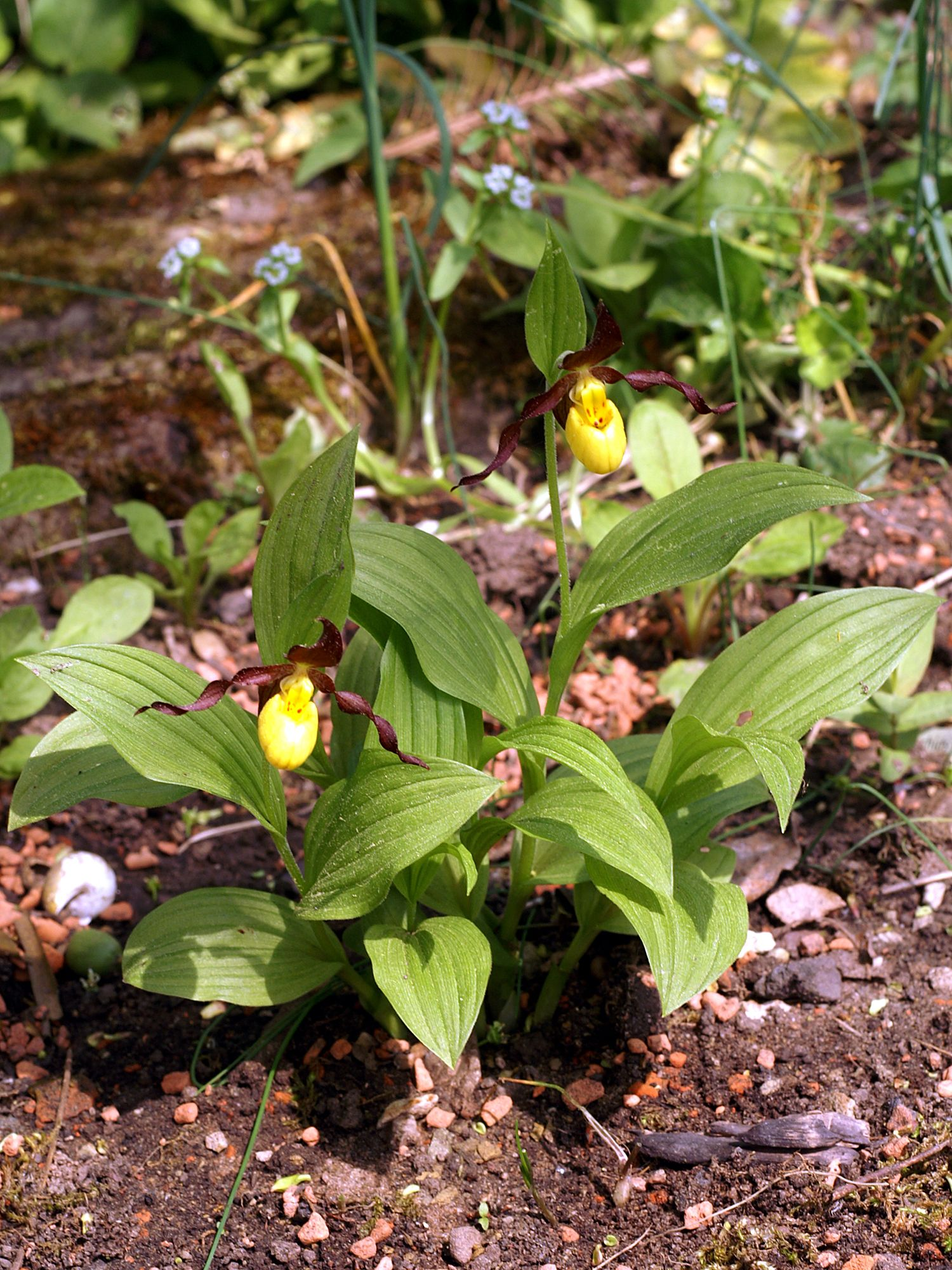
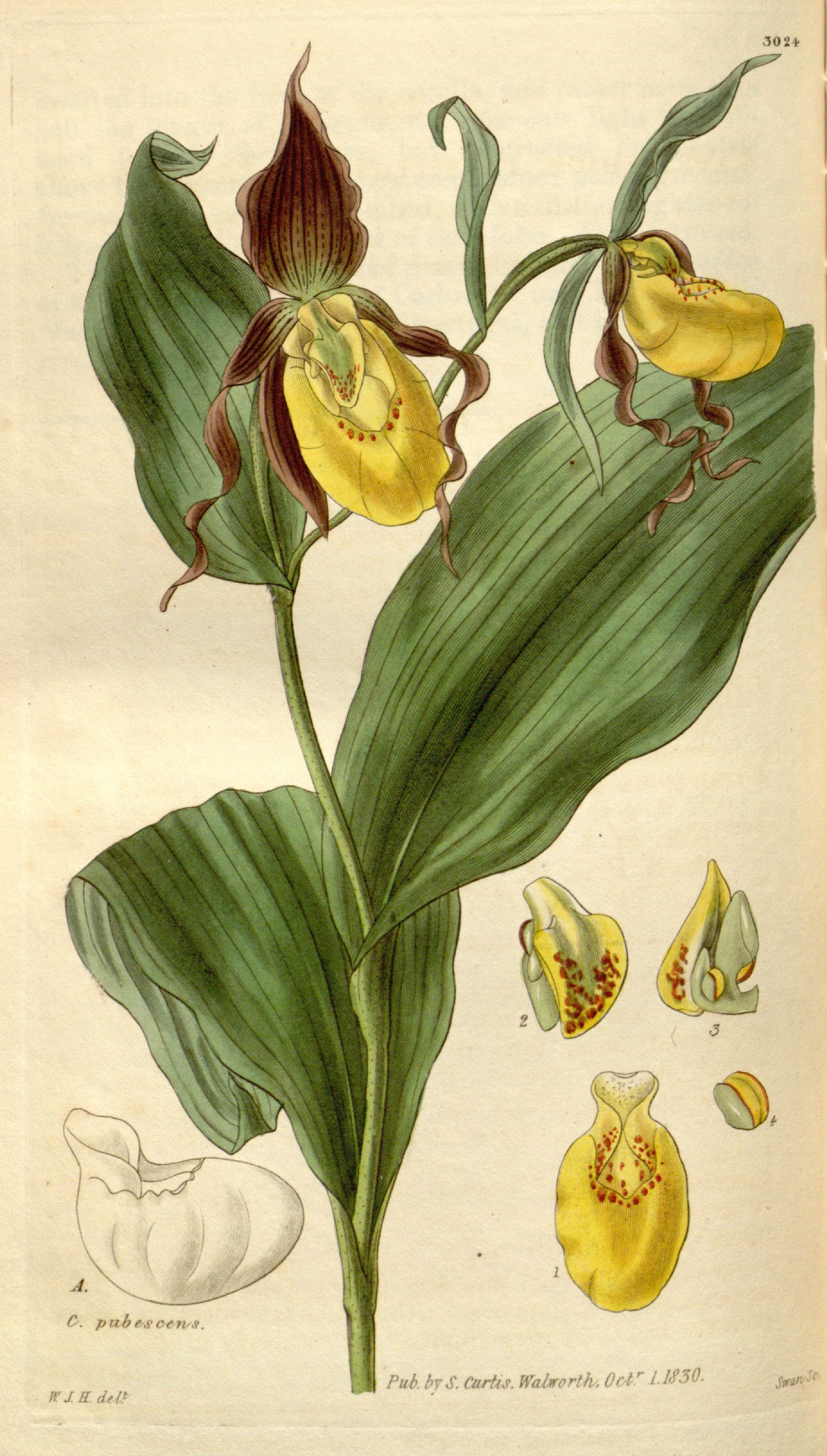
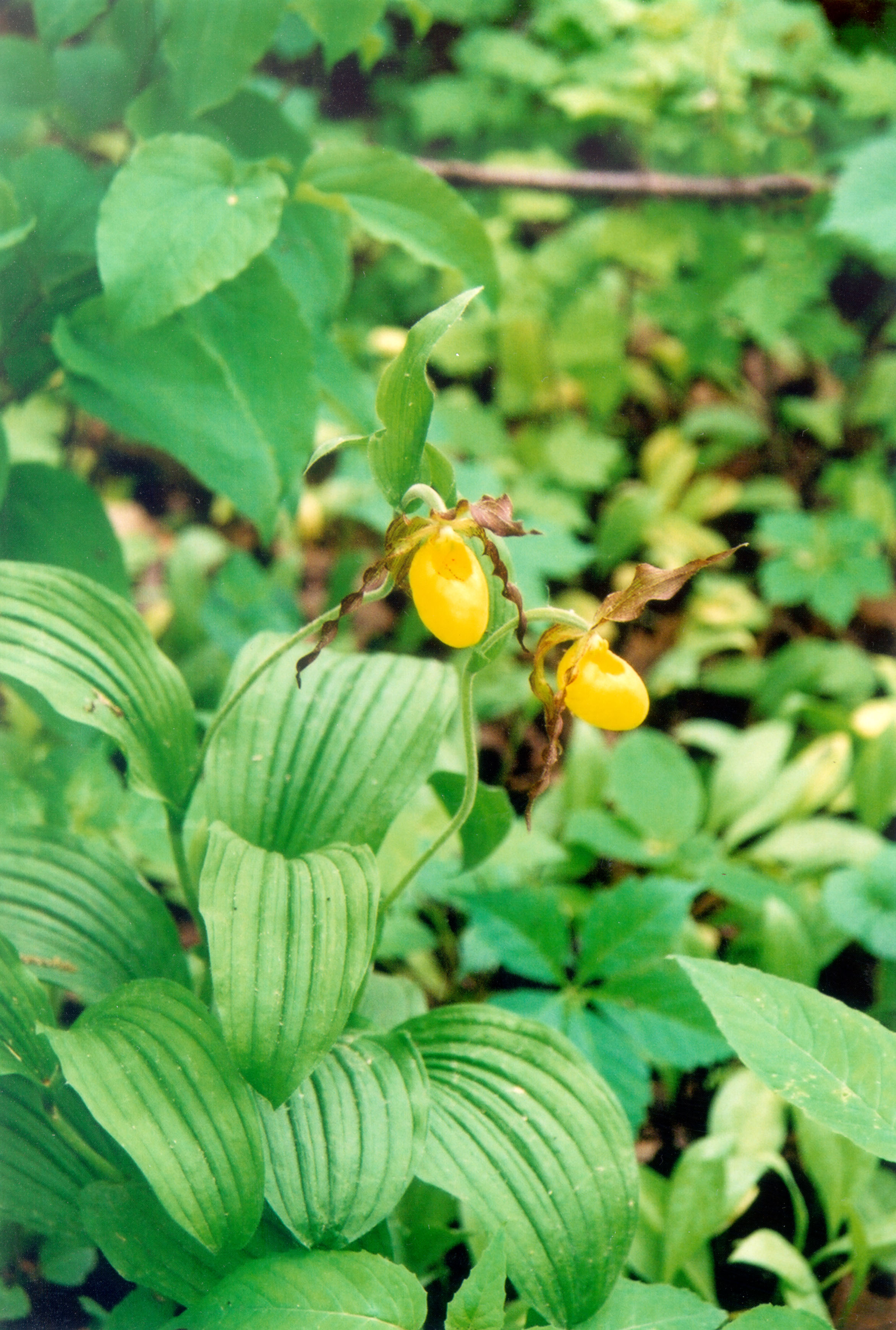
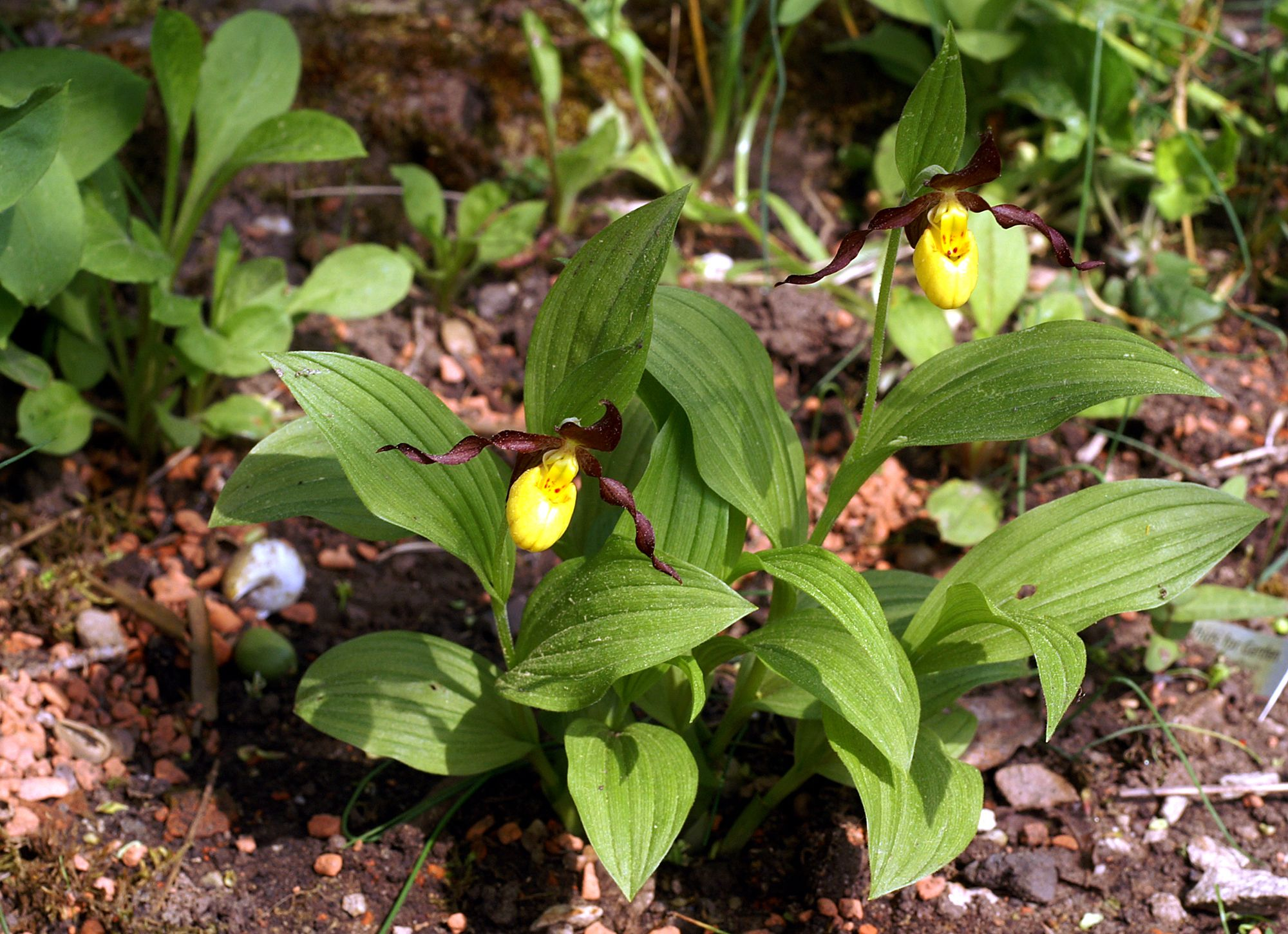